# Port Lympia
Le port Lympia ou Port de Nice est le port de plaisance de la ville de Nice, face à la baie des Anges, avec plus de 500 places d'amarrage, sur la route du bord de mer de la riviera méditerranéenne de la Côte d'Azur, dans les Alpes-Maritimes en Provence-Alpes-Côte d'Azur.

## Histoire
Ce port de vingt hectares se situe face à la baie des Anges, dans le quartier du port de Nice, entre le Vieux-Nice et sa colline de l'ancien château, et le mont Boron du cap de Nice où débute les trois Corniches et la rade de Villefranche. Ce nom provient de la source Lympia qui alimentait un petit lac dans une zone marécageuse où les travaux du port commencent au milieu du XVIIIe siècle. Il constitue aujourd'hui la principale installation portuaire de Nice. Il existe également un petit port dans le quartier Carras.

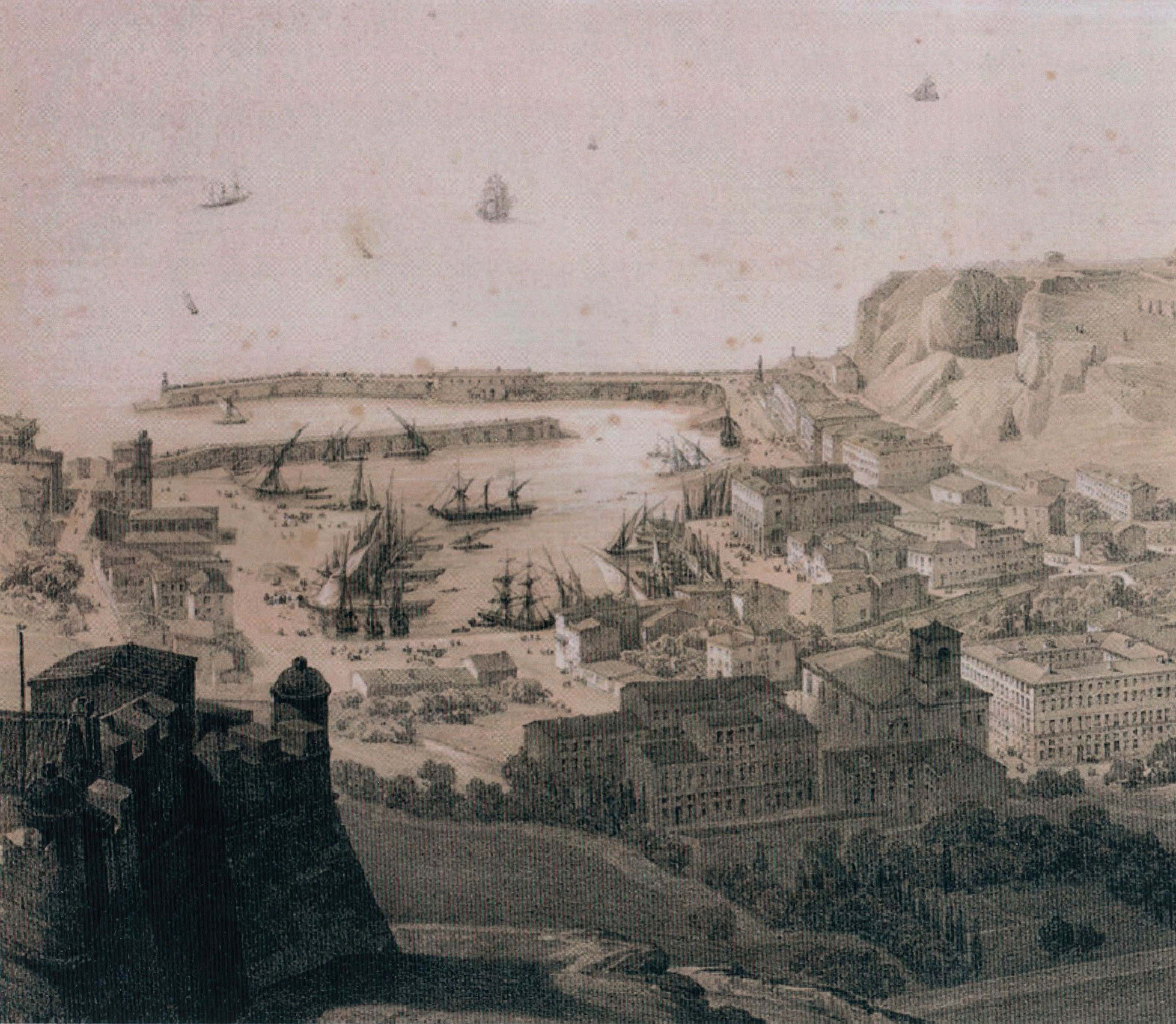
Au XVIIIe siècle.

Au XVIIe siècle plusieurs projets intègrent déjà le port et son quartier dans la zone marécageuse du vallon Lympia comme projet d’agrandissement urbain. Le premier de l'ingénieur militaire Maurizio Valperga dispose le port avec un bassin en forme d’ellipse. Le second d’Amedeo di Castellamonte envisage de détourner le Paillon vers la plaine de Lympia en isolant le port de la ville existante. Le dernier anonyme où le Paillon ne bouge pas et relie le port par des voies vers la porte Pairolière anticipant les futures axes Ségurane et Cassini.
En 1748, le roi Charles-Emmanuel III décide la création du futur port niçois dans la zone dite du vallon Lympia, au pied de l'ancienne citadelle. Sa construction se déroule sur plus d'un siècle et demi. La première caisse du môle extérieur est immergée le 22 juillet 1750 et les premières phases de travaux sont attribuées à Antonio Devincenti. En 1761, le creusement du premier des deux bassins est bien avancé et le môle est porté jusqu’à cent dix mètres de long. En 1770, on creuse le rocher sur le versant sud du château pour établir le chemin des Ponchettes qui relie le Vieux-Nice au port en 1772. Le môle intérieur est achevé en 1792, ainsi que l’éperon du Carénage construit en tête du môle, à l'ouest de la plage du Lazaret, mais le creusement est incomplet et tous les quais restent à réaliser. Dans le même temps, les ingénieurs s’aperçoivent que le port est trop étriqué. En conséquence de 1778 à 1840, le projet annexé du port et de son quartier progresse sans cesse, alors que le bassin est déjà en activité. Les plans successifs des architectes Filippo Nicolis, comte de Robilant (1723-1783) en 1778-1780-1786, d’Antoine Verani en 1791, De Molliere en 1792, Caravadossi en 1804 introduisent au fil des projets l’idée d’une composition symétrique avec un bassin monumental rectiligne.

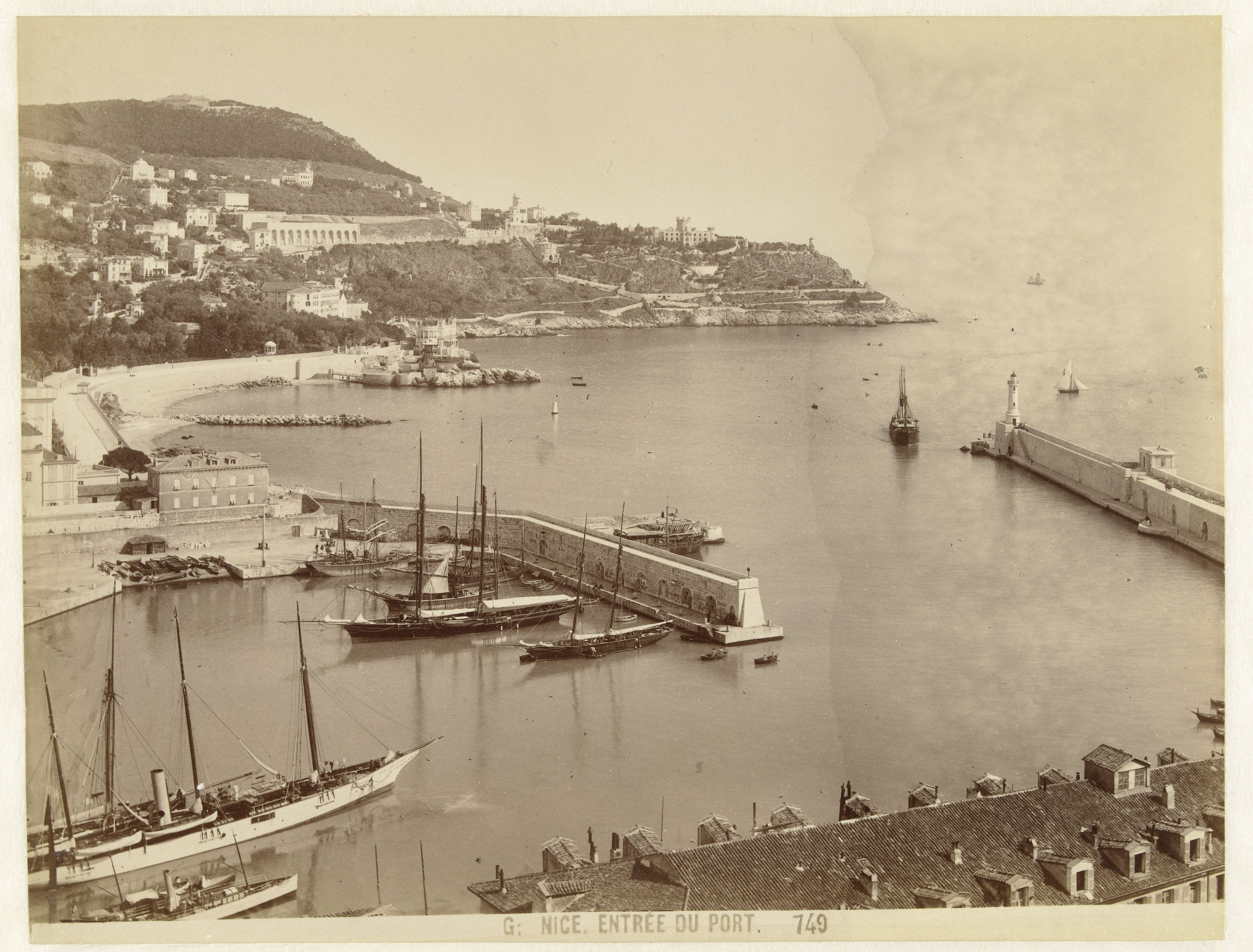
Vue de la partie sud du port, et du cap de Nice, depuis la colline du château, seconde partie du XIX.

En 1840, le Consiglio d'Ornato de Nice entérine le plan d'achèvement du site soumis par l’architecte de la ville Scoffier. Le dessin définitif de l’entrée maritime de la ville est fondé sur la perspective et la symétrie axiale. Il présente une digue allongée de cinquante mètres et un plan d’eau étendu à une surface de six hectares. Au fond et au nord, une longue place (aujourd’hui place Île-de-Beauté) domine une petite plage au quai encore inexistant. L’axe de la place est occupé par l'église Notre-Dame du Port (souhaitée par Charles-Félix), flanquée de chaque côté de corps d’immeubles symétriques sur portiques. En 1844, le Consiglio autorise la construction de ces nouveaux immeubles, élevés sur trois étages, sur la place. Les façades au midi sont peintes d’ocre rougeâtre, et de grands motifs en relief naturel ornent le contour des balcons, inspirés du style architectural et des couleurs néo-baroque provençal de la place Masséna et du Vieux-Nice. Les arcades sont décorées de plafonds à caisson et le sol pavé de dalles de pierres. La même année, la rue Cassini percée relie la place Garibaldi et prolonge la route Royale vers le port. L’église Notre-Dame du Port est ouverte au culte en 1853, dédiée à la Vierge Marie, sainte patronne protectrice des marins (à l'image de « la Bonne Mère » du Vieux-Port de Marseille). La plupart des murs de soutènement et des quais sont construits entre 1842 et 1860. Le 11 mars 1857, l'Impératrice de Russie inaugure le site en grande pompe et donne son nom au premier tronçon (port Lympia-Lazaret) de la route du bord de mer vers Villefranche-sur-Mer.

Vues panoramiques
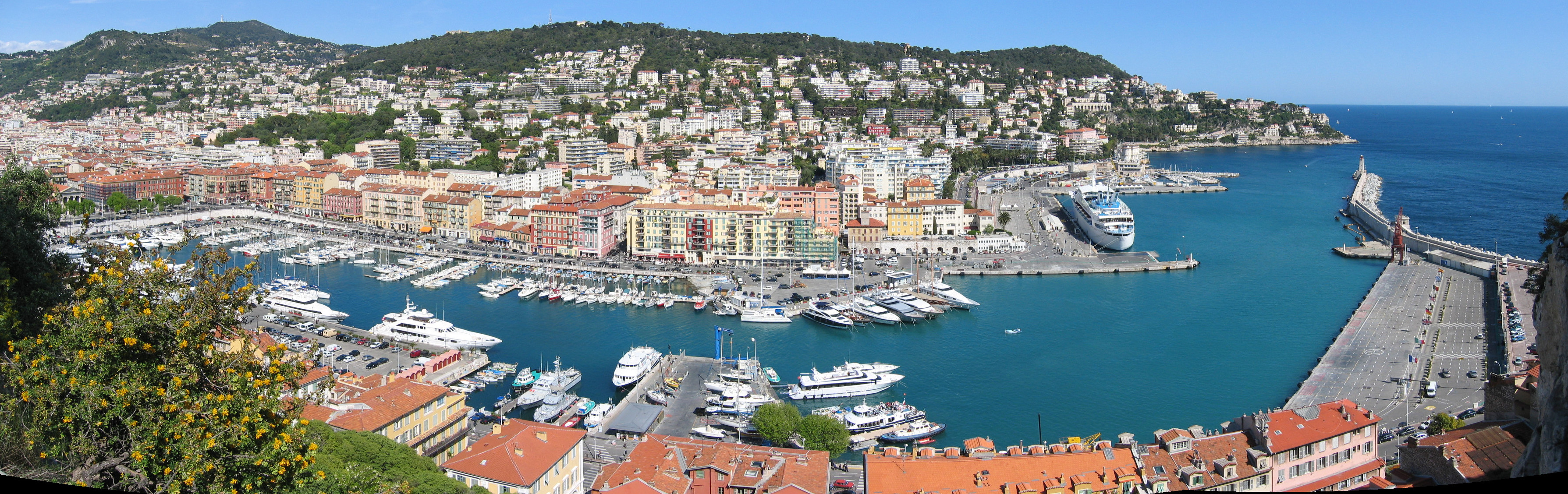
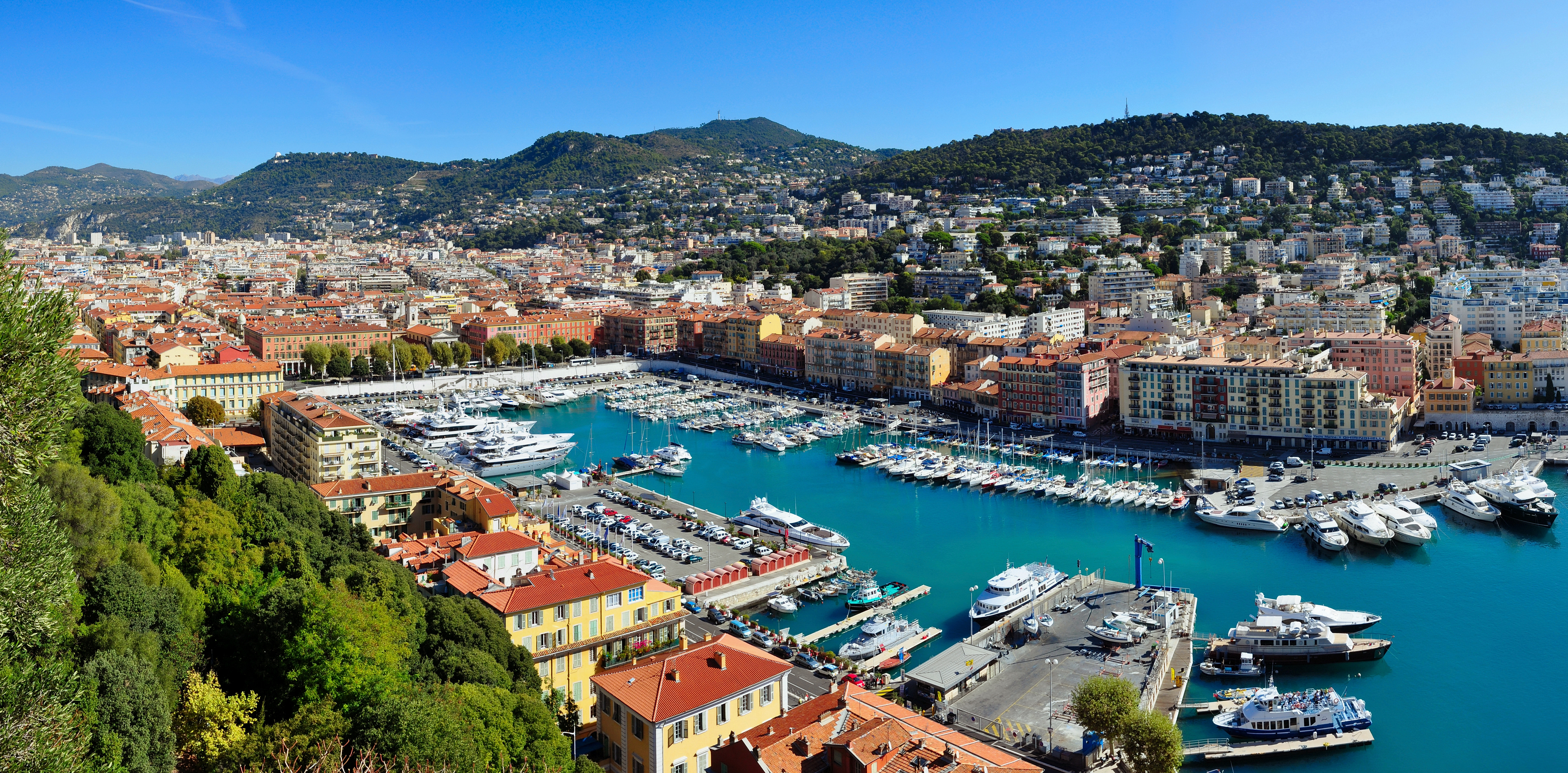

## Activités
Le port du quartier du port de Nice est divisé en deux parties : port de commerce à l'entrée et port de plaisance au fond. Il est le premier port cimentier de France en liaison avec les usines de production de ciment artificiel des vallées du Paillon. L'approvisionnement de la Corse en ciment est assuré par cargos vraquiers jusqu'à Bastia où une usine de mise en sac est installée pour approvisionner l'île. Le bassin du fond sert de lieu d'amarrage pour les pointus et les yachts. Une petite activité de pêche traditionnelle subsiste, mais le nombre de pêcheurs professionnels est maintenant inférieur à dix.

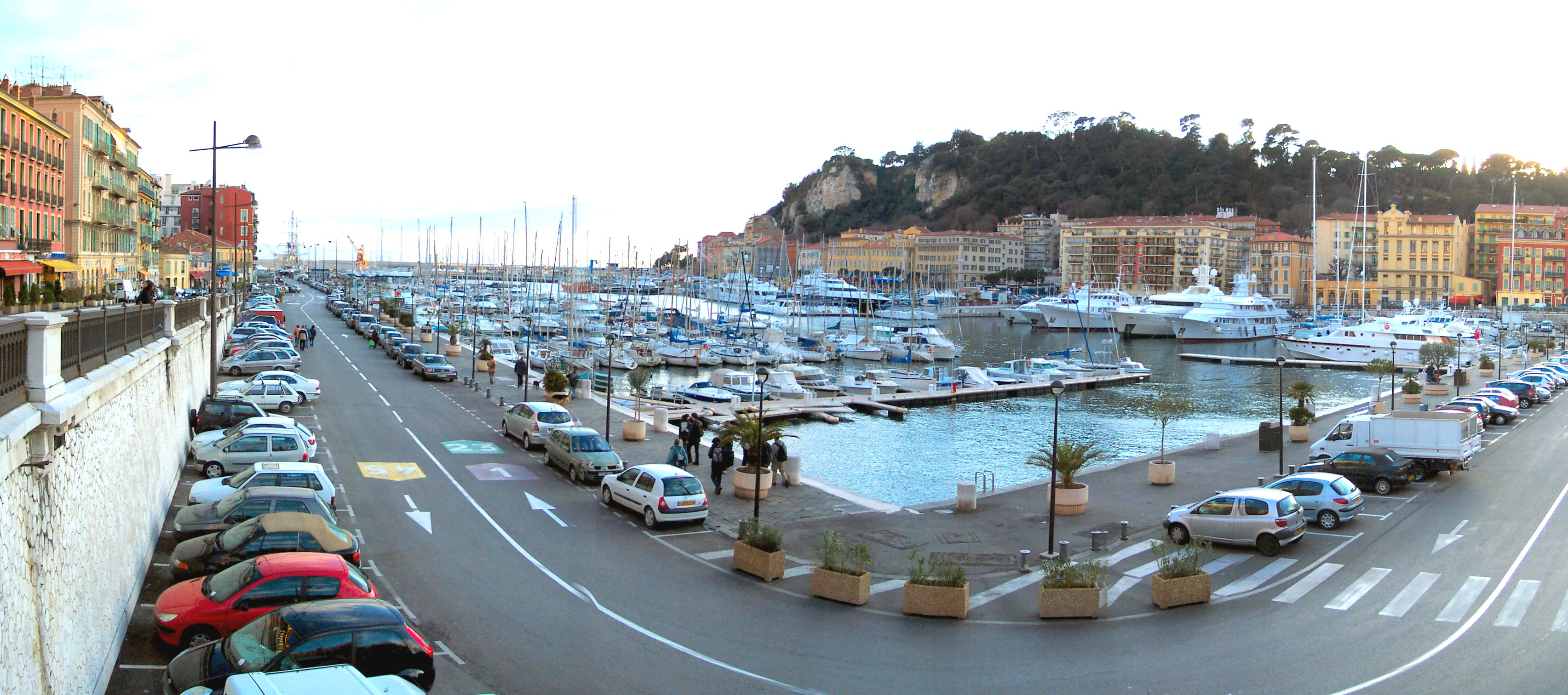
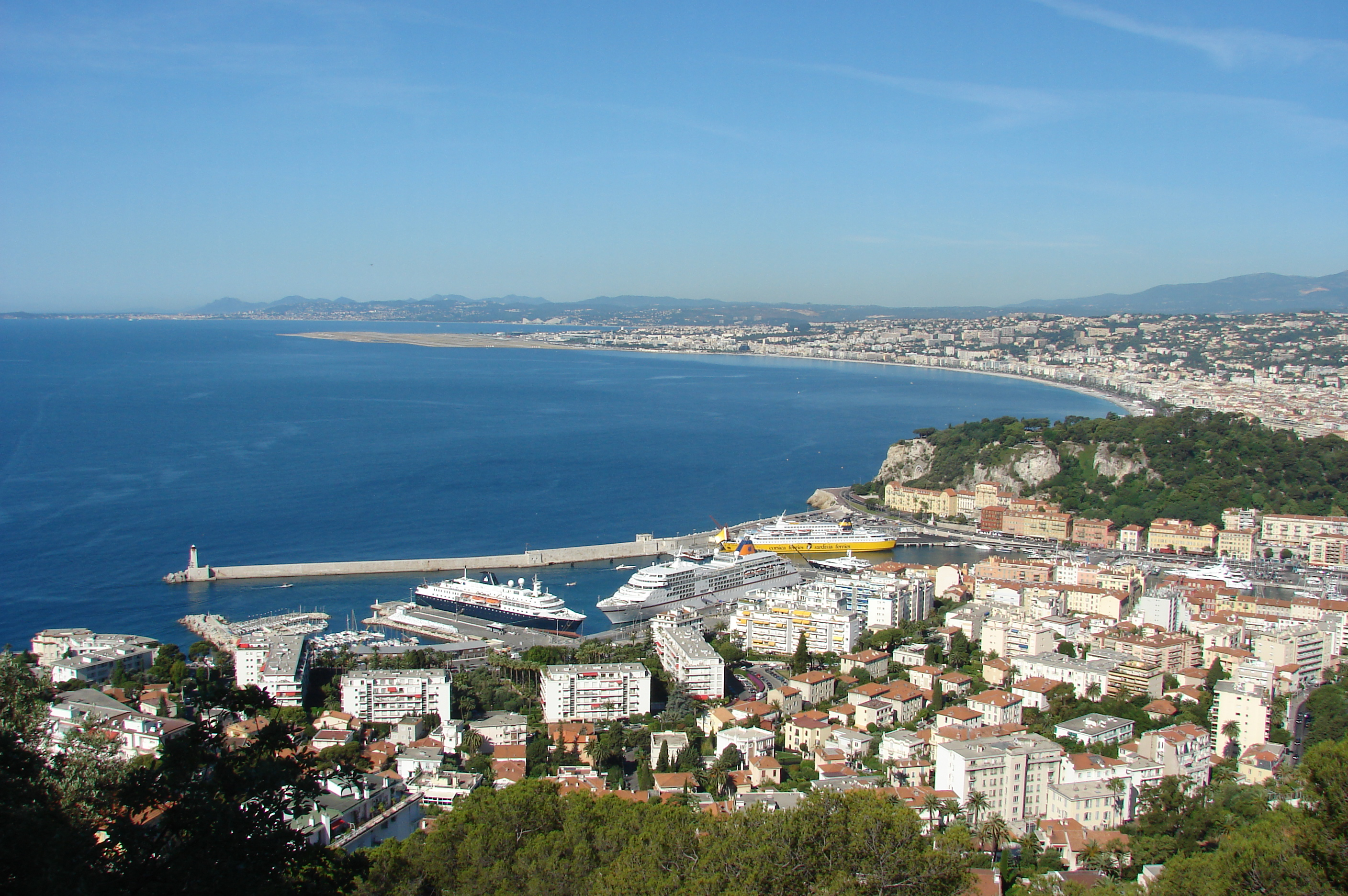
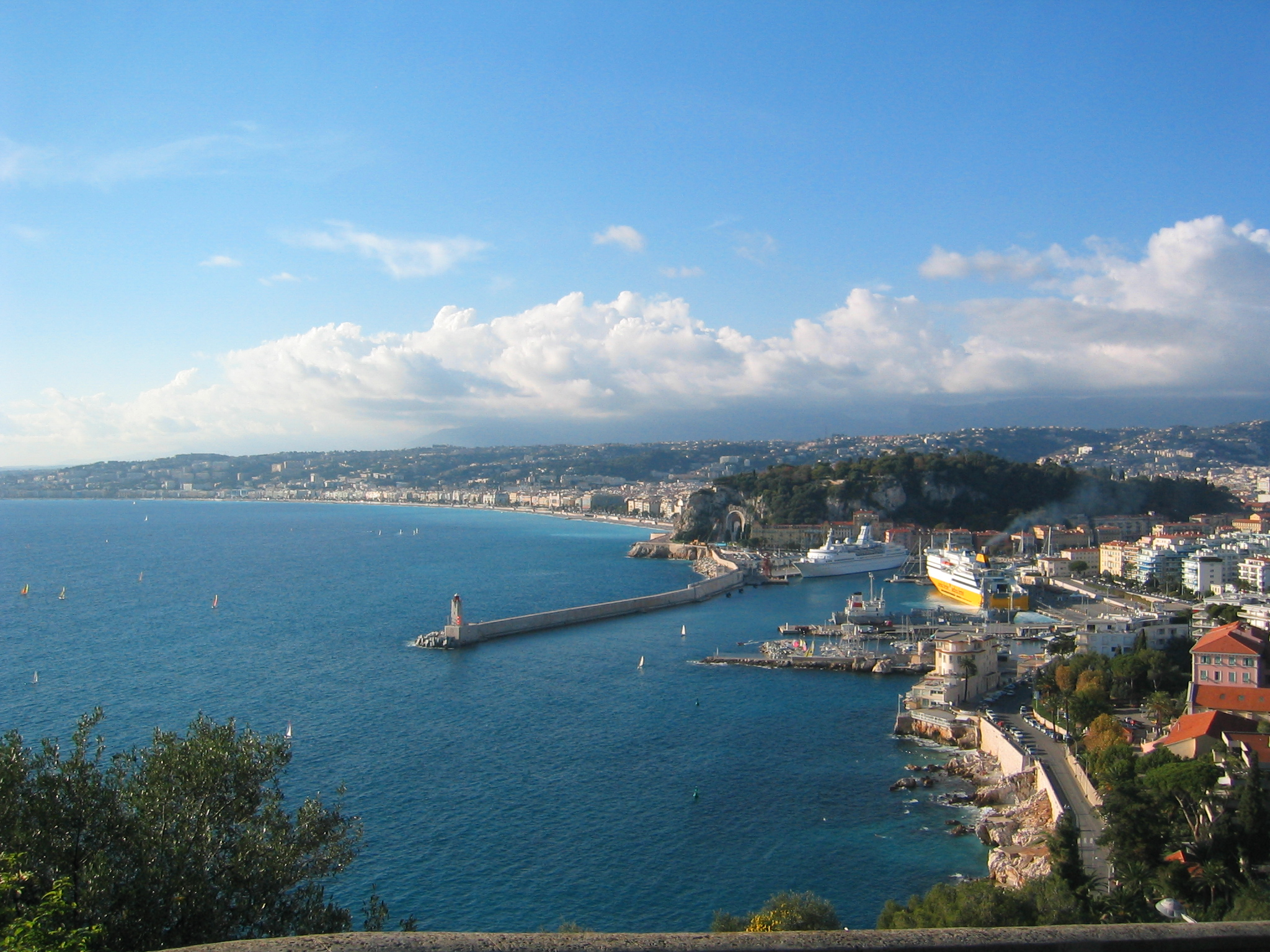
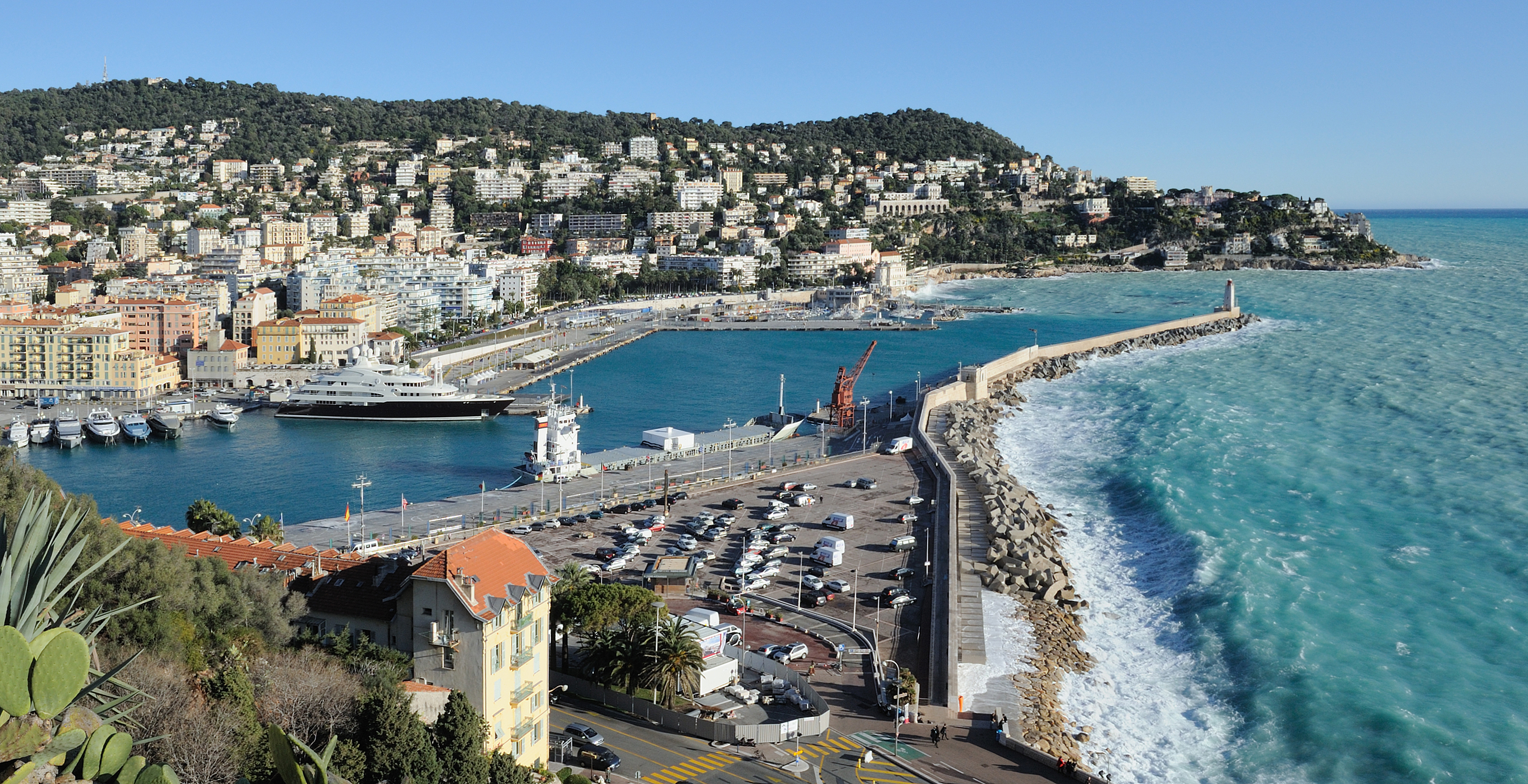

Nice étant le point de la France continentale le plus proche de la Corse, les liaisons avec l'île, déjà très anciennes, se sont développées avec l'arrivée des NGV ou navires à grande vitesse. Deux compagnies assurent les liaisons avec aussi des navires traditionnels: la SNCM, une compagnie partiellement publique et Corsica Ferries - Sardinia Ferries, une société entièrement privée.
Située devant le port, la place Cassini a été rebaptisée place de l’Île de Beauté.

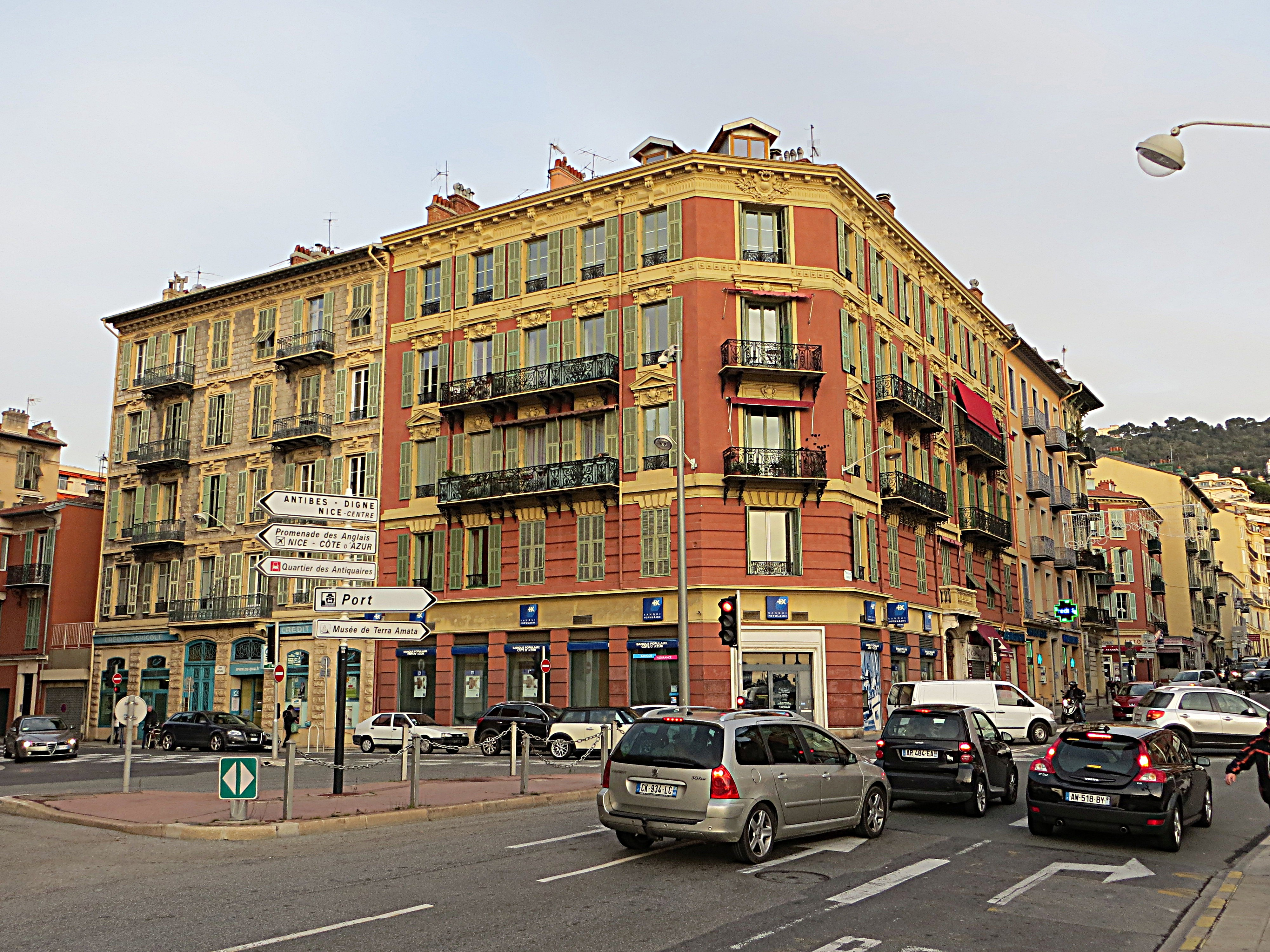
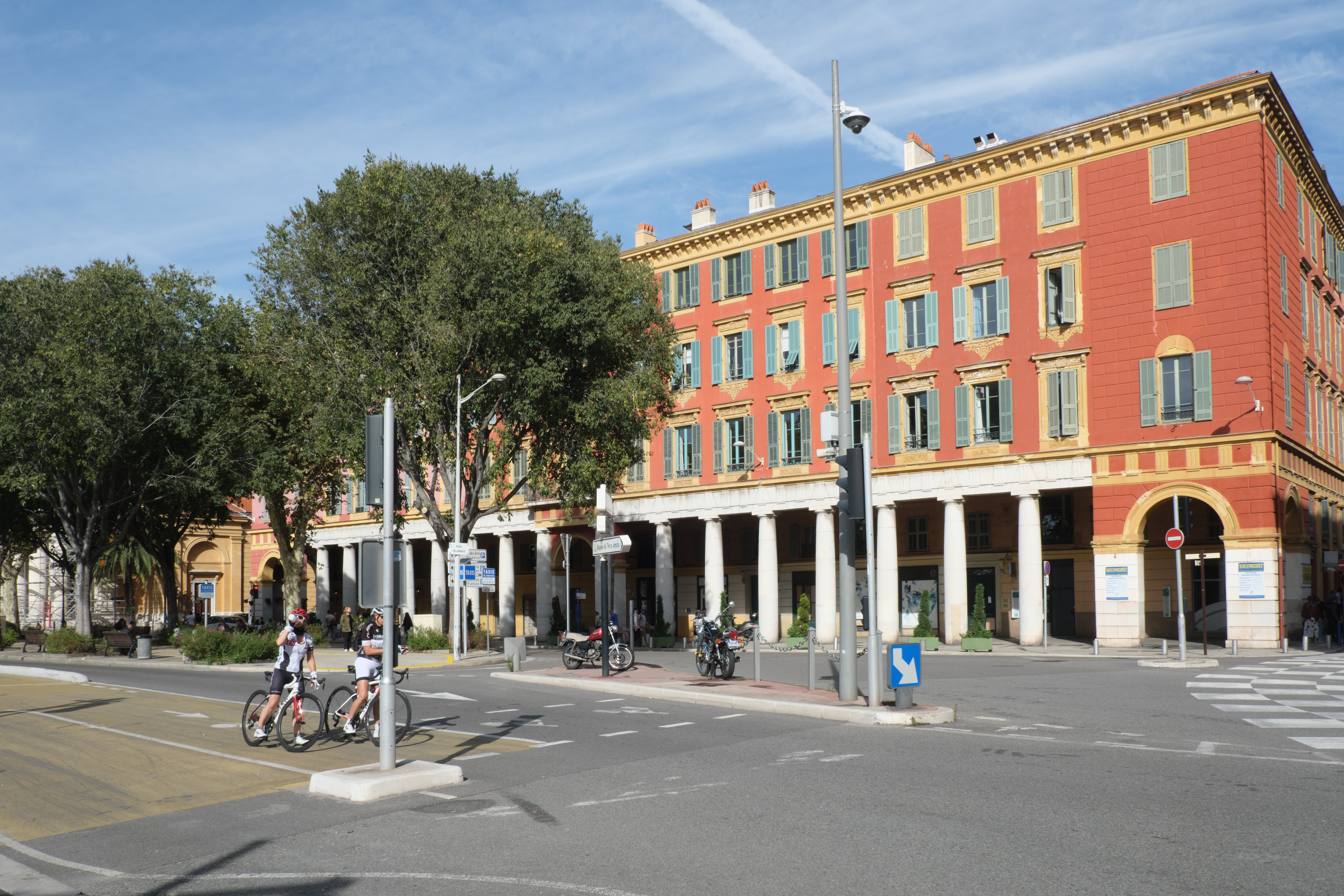
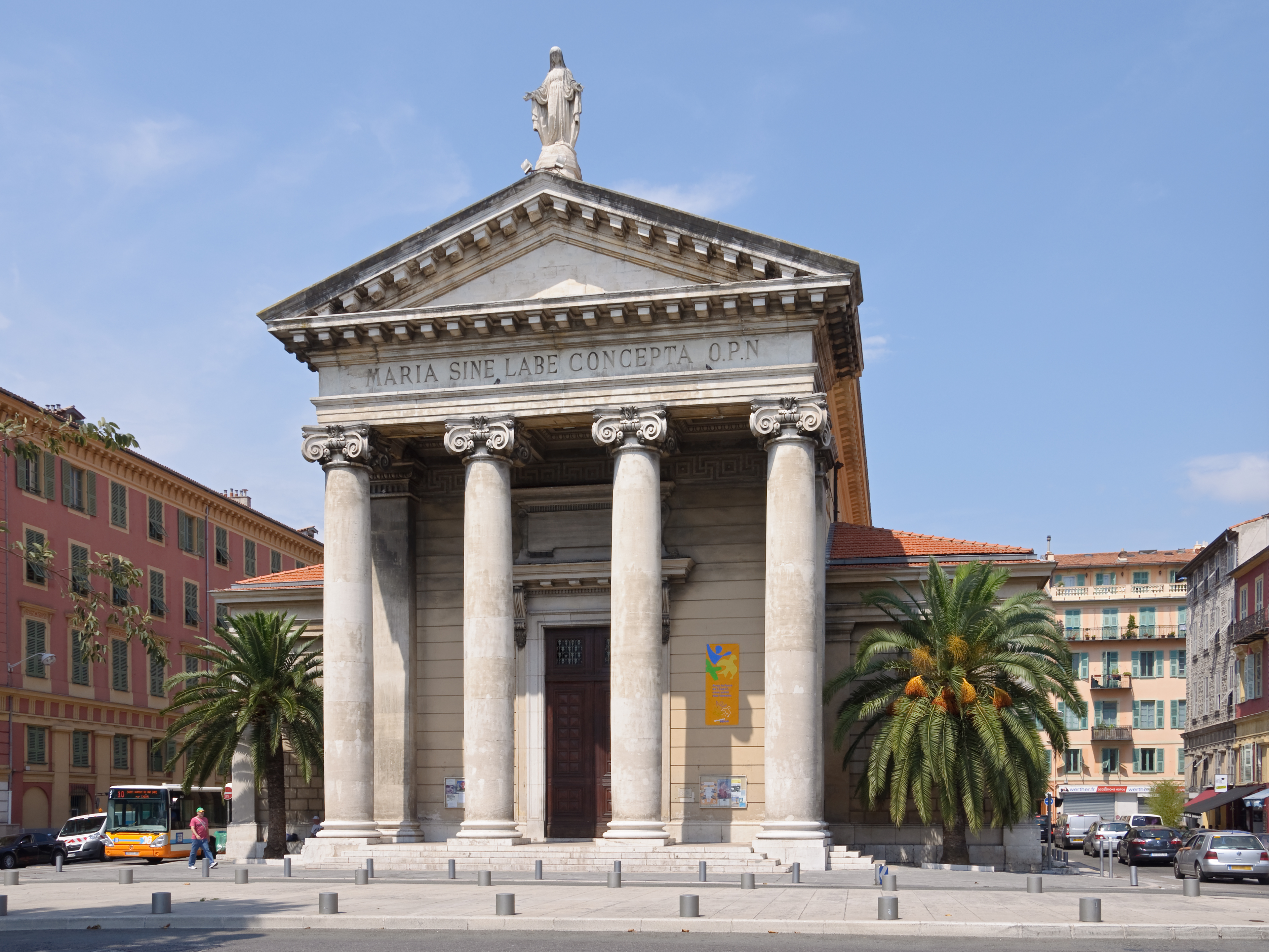
Église Notre-Dame-du-Port de Nice (XIXe siècle) place de l'île de Beauté
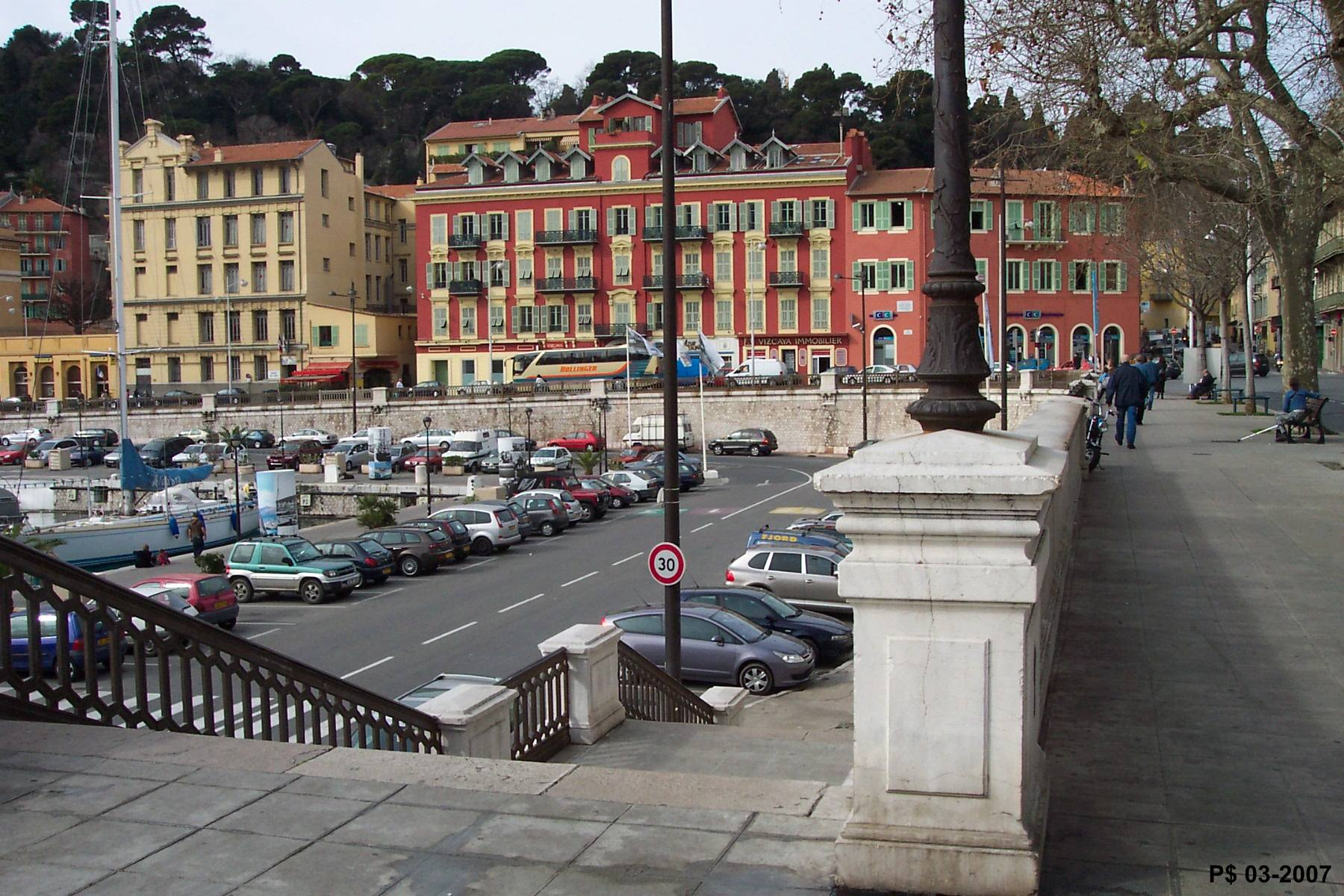
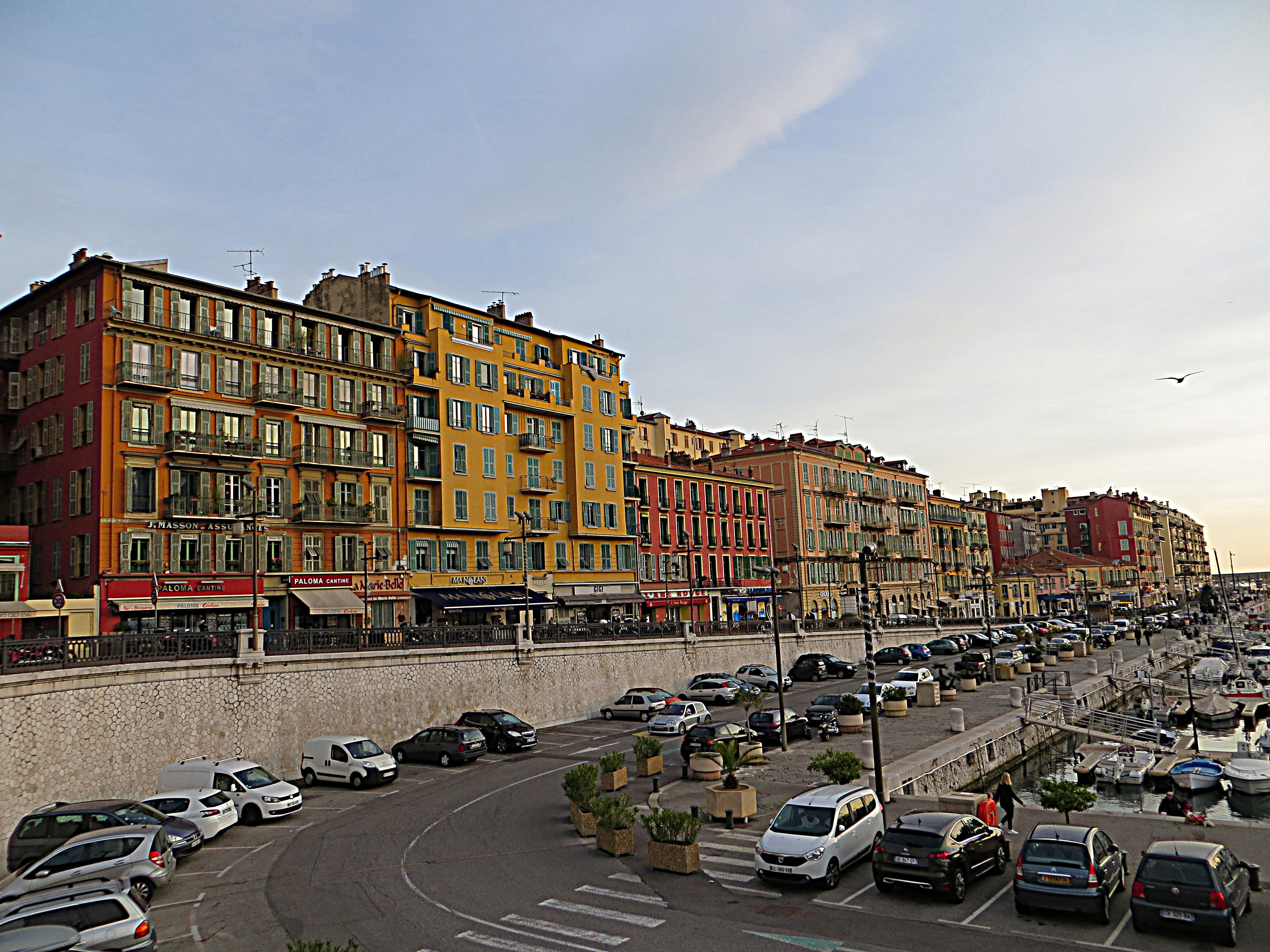

Une mystérieuse vague de 16 heures est signalée depuis 1992 en différents points de la côte sans qu'on puisse formellement en connaître la cause dans le sillage des NGV.

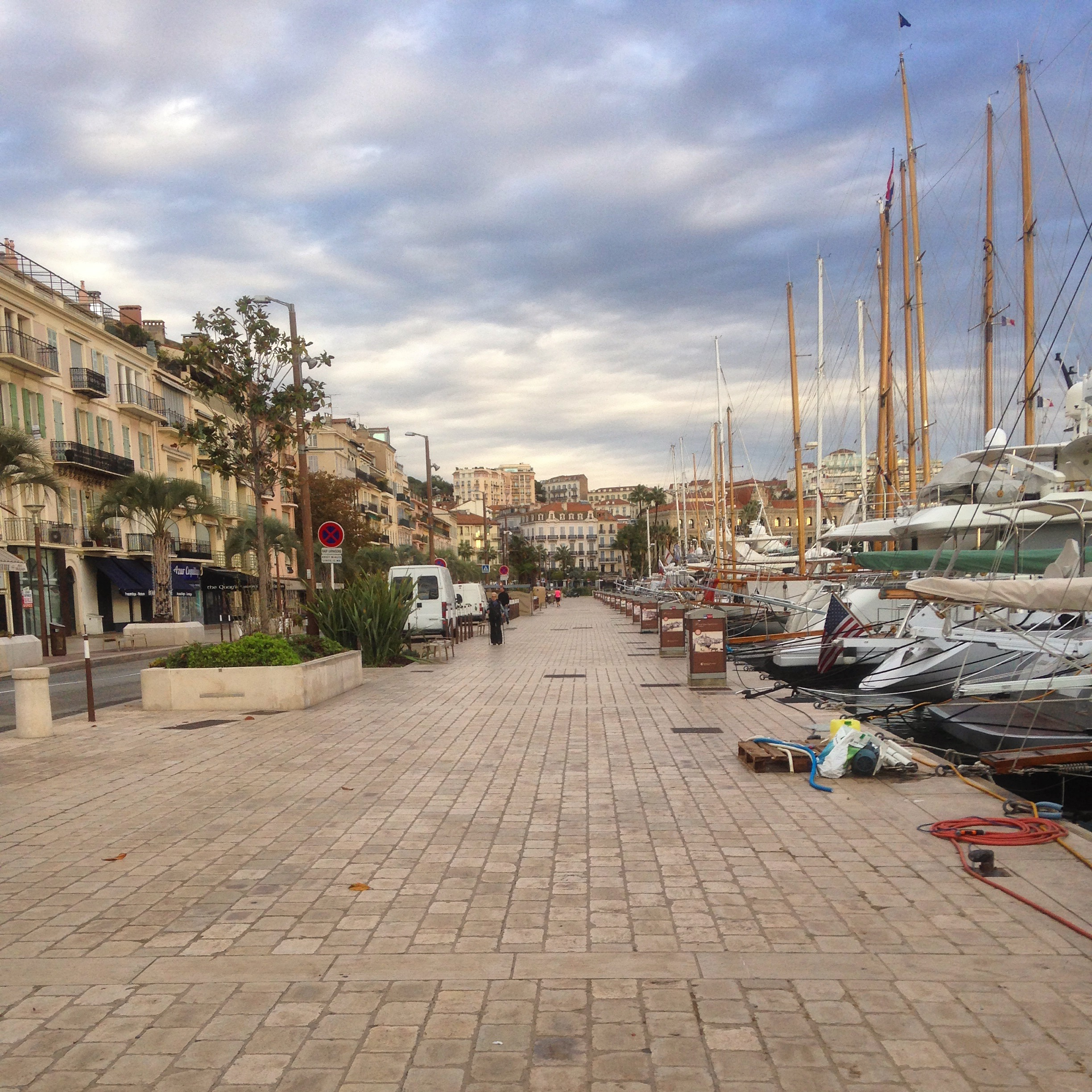
Quais du port de plaisance
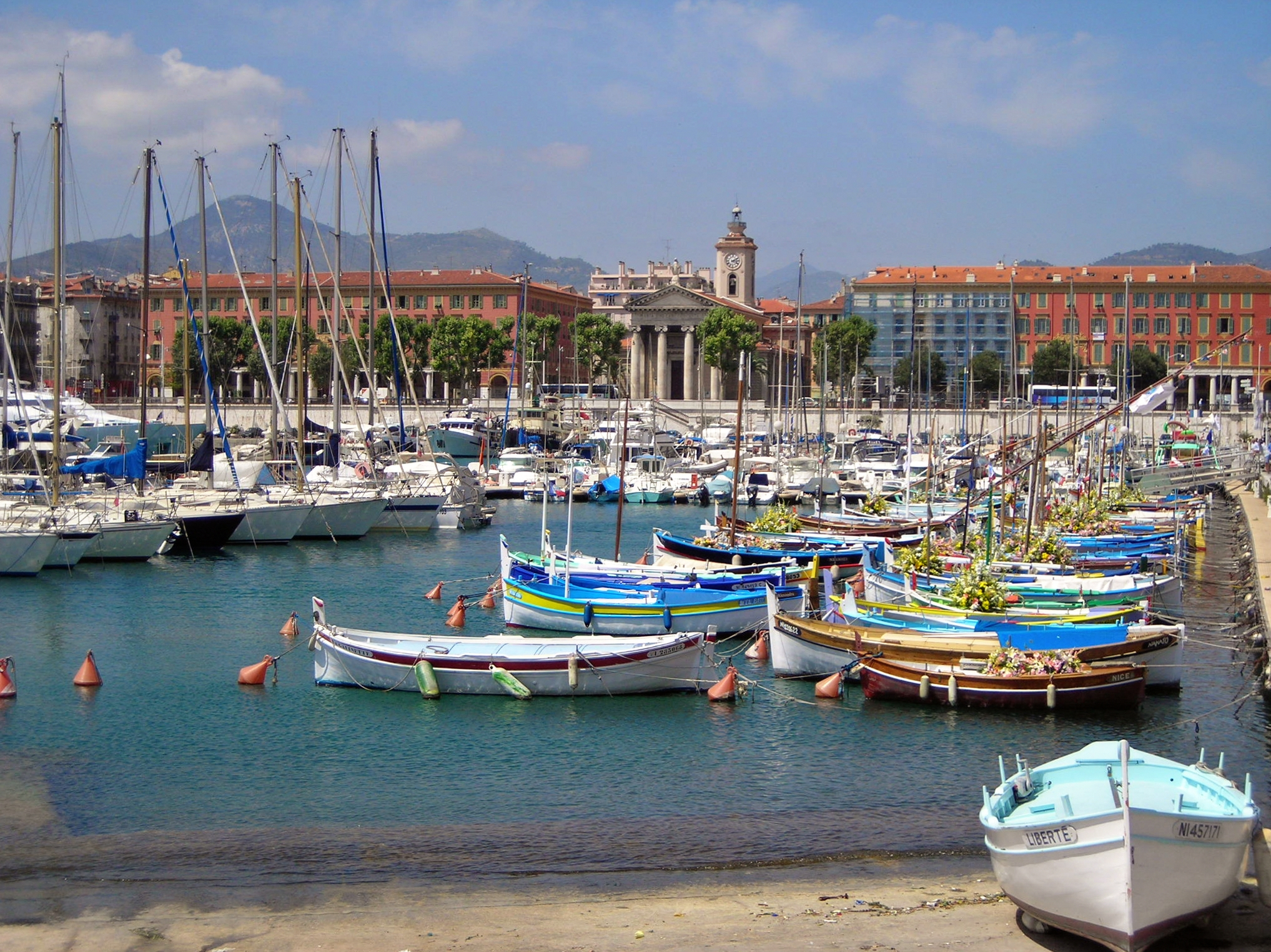
Quelques pointus dans le port de plaisance
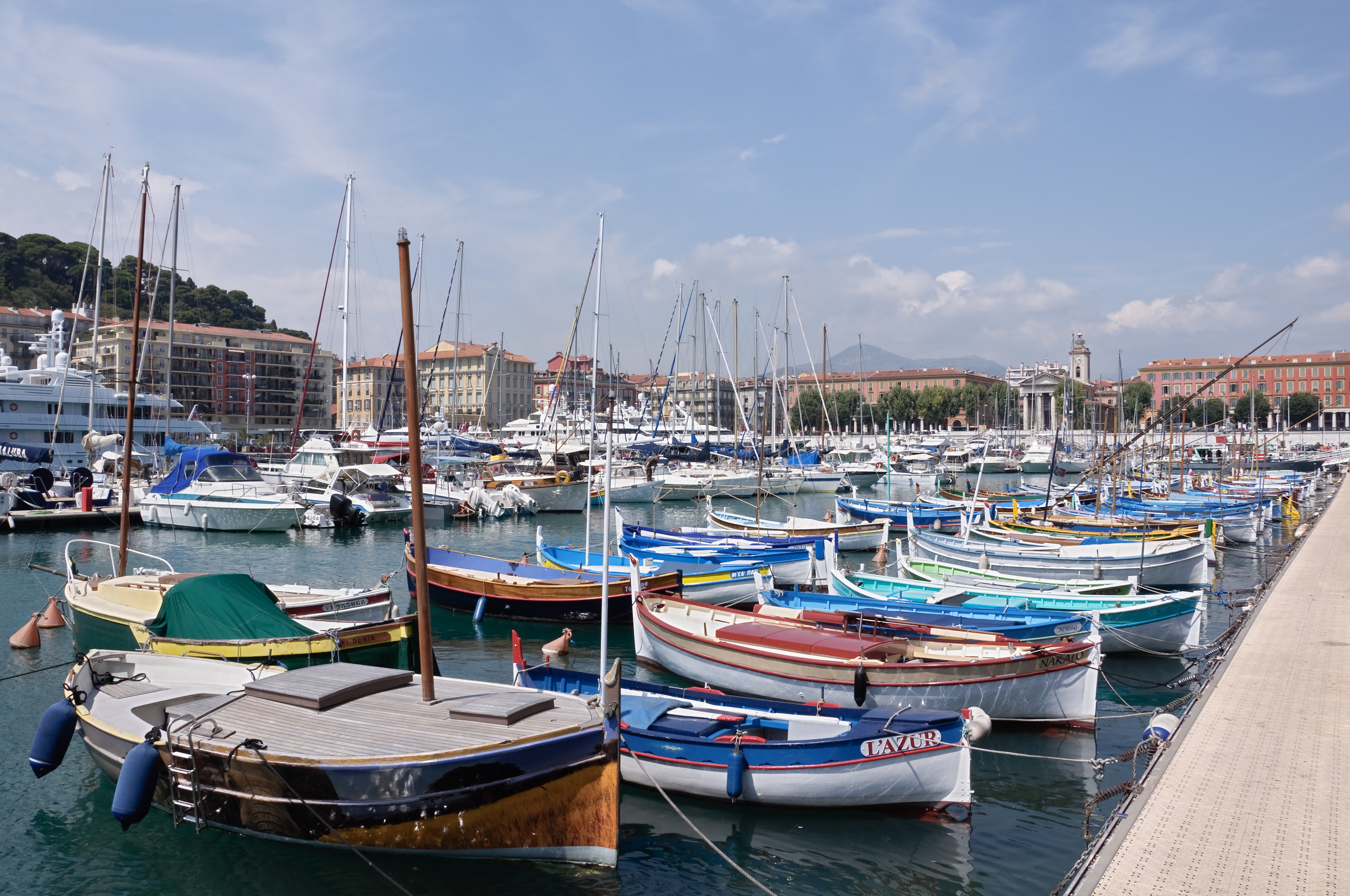
Barques traditionnelles dans le port de plaisance
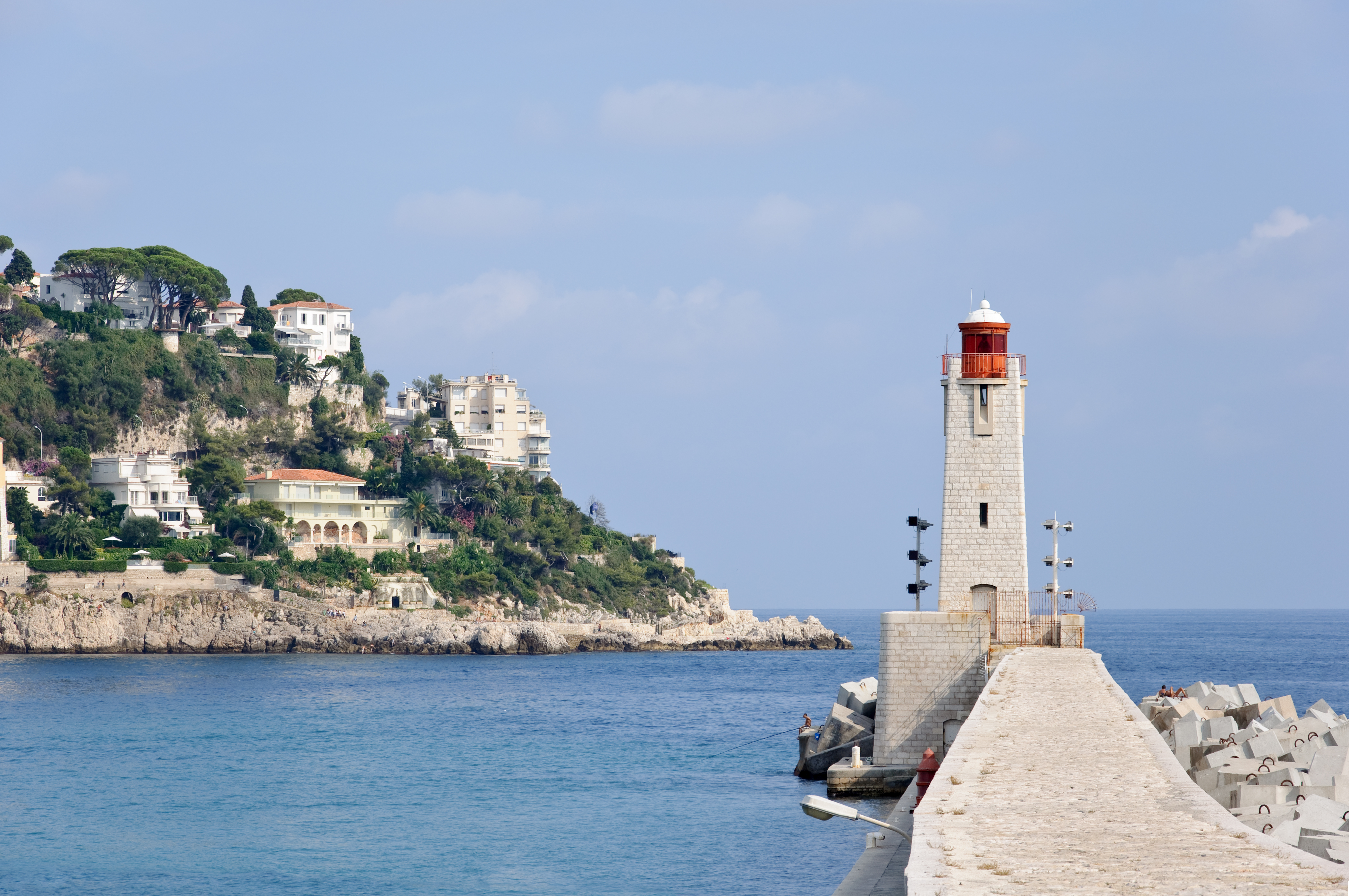
Le phare de Nice au bout de la digue

## Administration

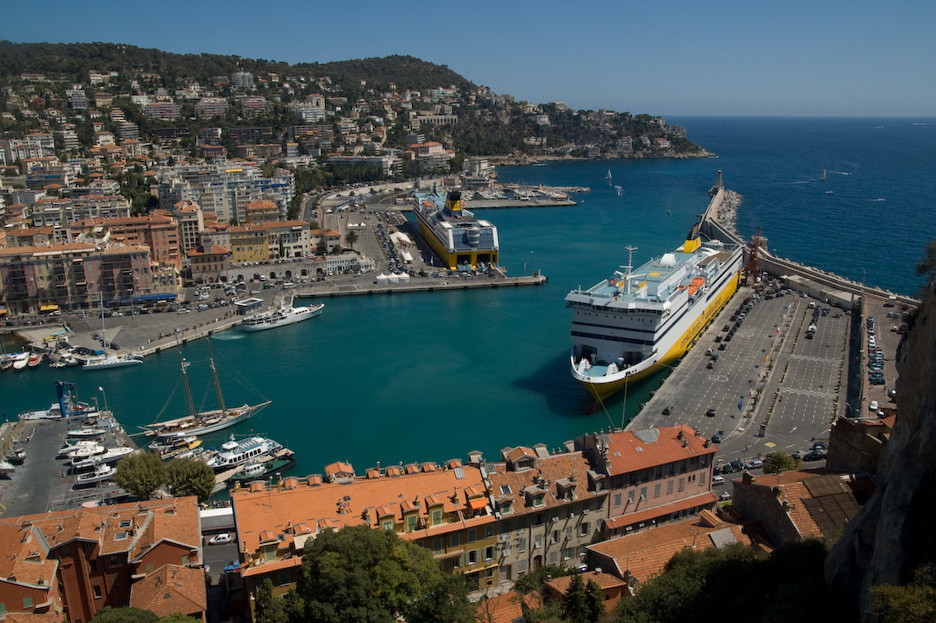
Vue de la partie Sud du port, depuis la colline du château. Avec deux ferry à quai assurant la liaison Nice-Corse.

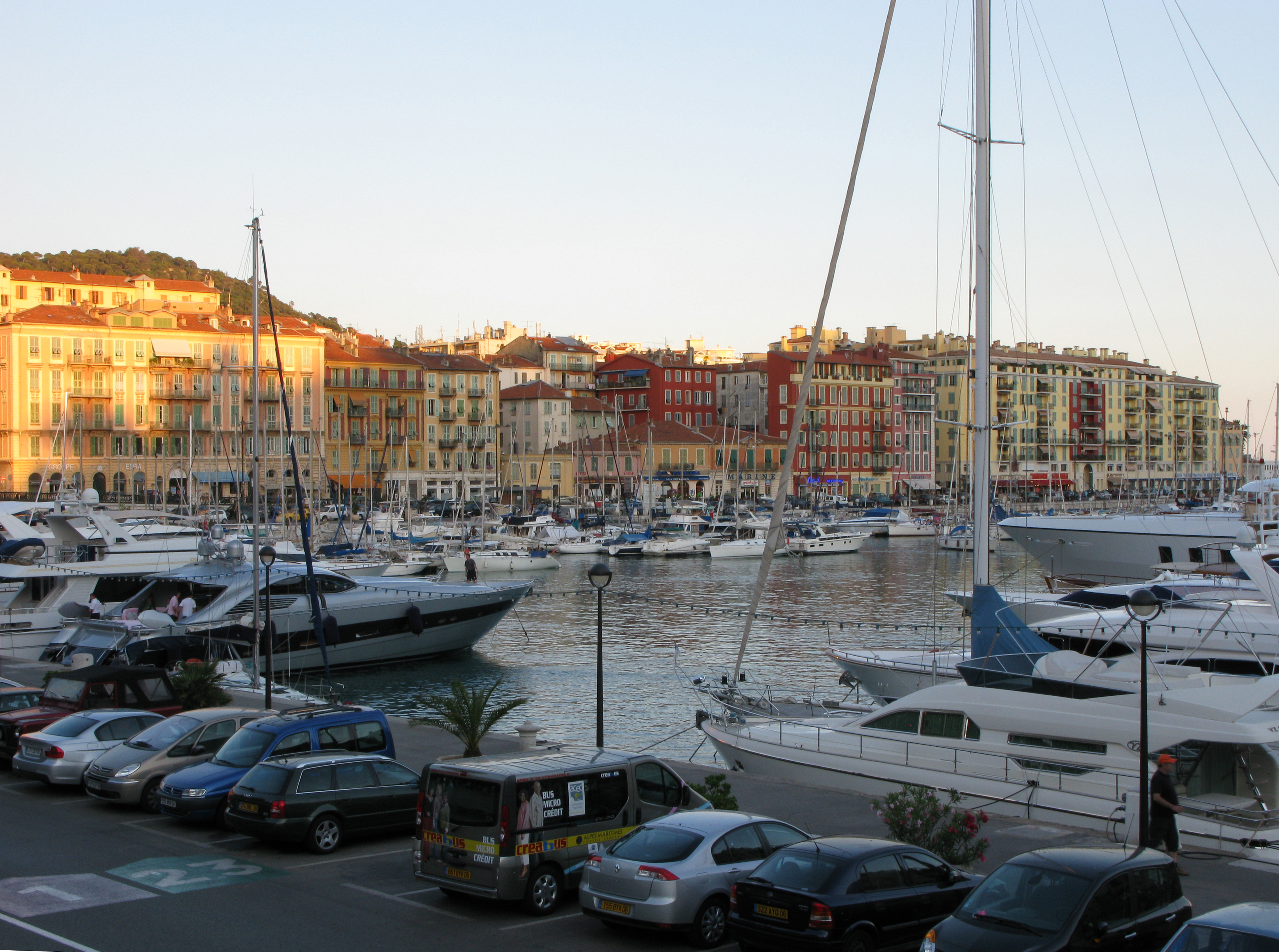
Vue d'une partie au fond du port et de ses yachts depuis la place Île de Beauté.

Depuis 1863, le port de Nice est géré par la chambre de commerce et d'industrie de Nice-Côte d'Azur qui a dû restreindre ses projets d'extension pour en faire un port de croisière notamment du fait d'une mauvaise desserte autoroutière. En remplacement, il a été envisagé de créer un nouveau port à Saint-Laurent-du-Var à l'embouchure du Var et à proximité de l'aéroport de Nice-Côte d'Azur, mais ce site sert de réserve naturelle pour diverses espèces d'oiseaux qui viennent y nicher, d'où la protestation d'associations de défense de la nature[réf. nécessaire].
Anciennement port d'intérêt national et propriété de l'État, le port de Nice a été transféré au conseil général des Alpes-Maritimes en février 2008, puis à la métropole Nice Côte d'Azur le 1er janvier 2017 dans le cadre de la loi NOTRe.

## Quelques lieux et monuments
Autour du port :
- Vieux-Nice
- Cap de Nice
- Mont Boron
- Baie des Anges
- Colline de l'ancien château de Nice

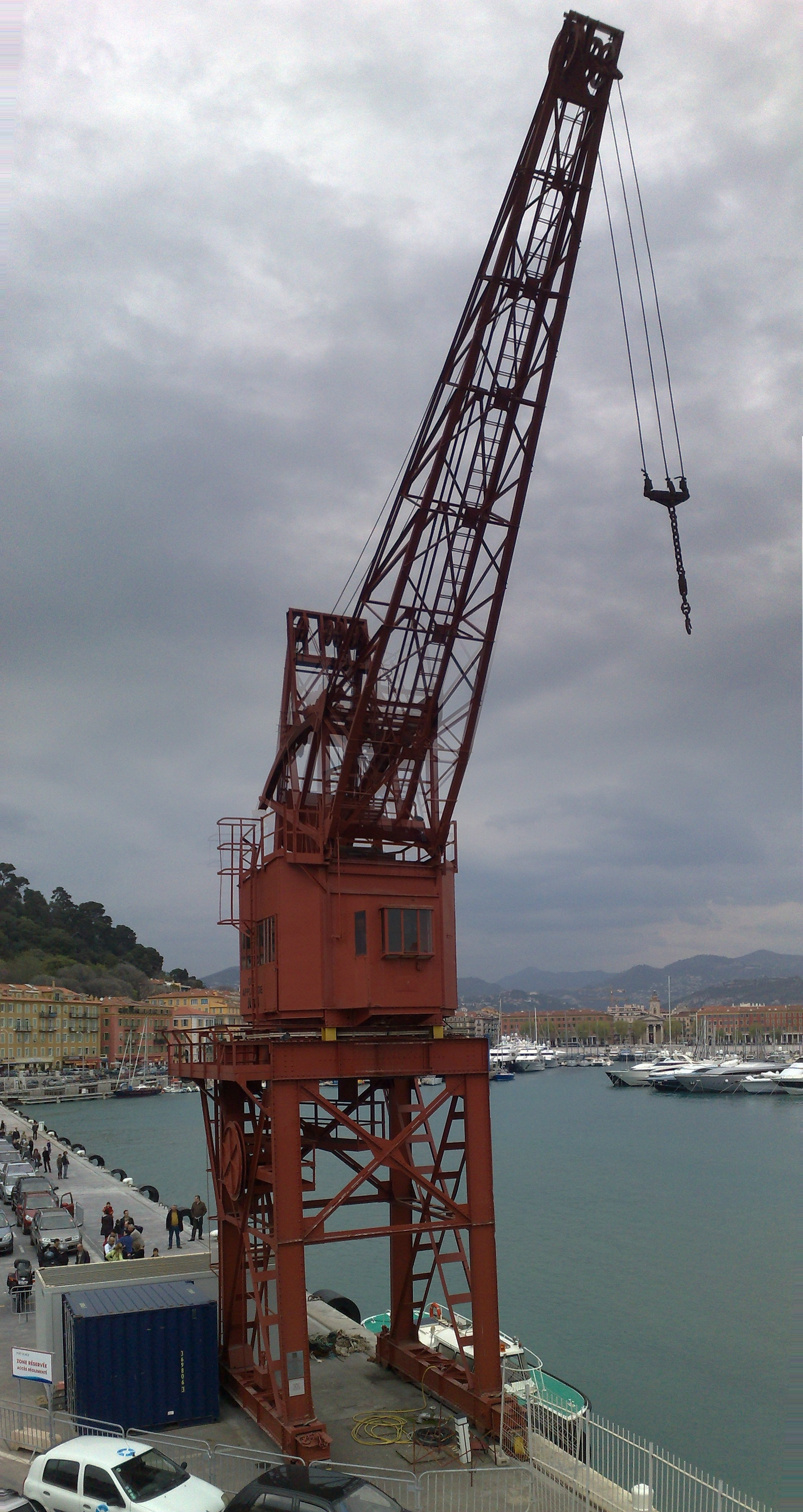
Grue Applevage n°14.

- Quartier du port - Quai Amiral-Riboty
- Trois Corniches (Côte d'Azur)
- Route du bord de mer (Alpes-Maritimes)
- Darse de Villefranche-sur-Mer
- Statue de Charles-Félix
- Phare de Nice
- Promenade des Anglais

## Monuments historiques
- Les façades avec portiques sur la place, l'église Notre-Dame du Port de style néo-classique du XIXe siècle, et l'escalier monumental Dominique Truchi sur le quai Cassini sont inscrits par arrêté du 11 février 1991,  Inscrit MH (1991)[18].
- L'ancien bagne de Nice est inscrit par arrêté le 16 septembre 1943,  Inscrit MH (1943).
- La grue Applevage no 14 de 1937 (mobilier industriel) classée par arrêté le 27 mars 2000,  Classé MH (2000). Elle obtient le label « Patrimoine XXe siècle » le 1er mars 2001.
- L'ancien buste en bronze du président Sadi Carnot de 1895 (détruit en 1943) de la place Ile de Beauté (ex-place Cassini),

## Quelques événements
- Régates de Nice
- Resquilhada, fête et régates niçoises de pointus à voile latine
- Combat naval fleuri de Villefranche-sur-Mer, avec des pointus de Villefranche-sur-Mer, Beaulieu-sur-Mer et  Nice.

### Documentaire
- Port Lympia, Chronique des quais, documentaire 52 minutes novembre 2013 Coproduction Les Films du tambour de Soie / France 3 Réalisation Arnaud Gobin et Alban Guillien